# Ain't Nobody
Ain't Nobody is een nummer wat oorspronkelijk eerst in de VS en Canada op 4 november 1983 op vinylsingle werd uitgebracht door de Amerikaanse funk band Rufus, samen met zangeres Chaka Khan. In april 1984 werd het nummer in Europa op vinylsingle uitgebracht en in juni 1989 volgde een heruitgave in Europa, waarbij het nummer ook op cd-single werd uitgebracht.

## Achtergrond
De plaat werd in een aantal landen een hit. In thuisland de VS werd de 22e positie bereikt in de Billboard Hot 100. In het Verenigd Koninkrijk werd de 8e positie behaald in de UK Singles Chart.
In Nederland werd de plaat in het voorjaar van 1984 door dj's Tom Mulder, Ad Roland en Ferry Maat veel gedraaid op de befaamde TROS donderdag op Hilversum 3 en werd een hit in de destijds drie landelijke hitlijsten op de nationale publieke popzender. De plaat bereikte de 29e positie in de Nederlandse Top 40, de 36e positie in de Nationale Hitparade en de 30e positie in de TROS Top 50. In de Europese hitlijst op Hilversum 3, de TROS Europarade, werd géén notering behaald.
In België werd géén notering behaald in zowel de voorloper van de Vlaamse Ultratop 50 als de Vlaamse Radio 2 Top 30 en de Waalse hitlijst.  
De plaat was onderdeel van de soundtrack van de breakdancefilm Breakin'. 
De plaat werd later vele malen gecoverd en geremixt, waaronder in 1997 door de Nederlandse danceact The Course, die er een bescheiden hit mee scoorden. In 2015 werd een deephouse-cover door de Duitse dj Felix Jaehn, ingezongen door de Britse zangeres Jasmine Thompson, een wereldwijde hit die ook in Nederland goed was voor een nummer 1-notering in de Nederlandse Top 40 op destijds Radio 538 en de 2e positie in de publieke hitlijst; de Mega Top 50 op NPO 3FM.

## LL Cool J
In 1997 bracht de Amerikaanse rapper LL Cool J een rapversie van het nummer uit, voor de soundtrack van de film Beavis and Butt-Head Do America. In de tekst heeft LL Cool J het over de kracht van fysieke en emotionele intimiteit tussen twee mensen, en suggereert hij dat ware liefde elk obstakel kan overwinnen.
De versie van LL Cool J werd slechts een bescheiden hit in Amerika, waar het de 46e positie bereikte in de Billboard Hot 100. In de Nederlandse Top 40 was de plaat iets succesvoller met een 20e positie.

## Andere covers en remixen
- 1989: Remix door Rufus
- 1991: George Michael
- 1994: Jaki Graham
- 1994: Amii Stewart
- 1994: Klymaxx
- 1995: Diana King
- 1995: Regina Carter
- 1997: The Course
- 1999: Peabo Bryson
- 2000: Hermes House Band
- 2001: Jeff Lorber
- 2003: Kelly Price
- 2003: Liberty X (als sample in "Being Nobody")
- 2004: DJ Kayslay feat. Fat Joe & Joe Budden
- 2004: Marcia Hines
- 2005: Natasha Bedingfield feat. Daniel Bedingfield
- 2007: KT Tunstall
- 2010: Alphabeat
- 2011: Knorkator
- 2011: Mary J. Blige
- 2011: Brandon T. Jackson feat. Jessica Lucas
- 2012: Scooter It's A Biz (Ain't Nobody)
- 2013: Jasmine Thompson (Ain't nobody (Loves me better))
- 2014: Jesse Jagz feat. Tesh Carter
- 2015: Felix Jaehn remix van de versie van Jasmine Thompson uit 2013
- 2016: Foxes

### NPO Radio 2 Top 2000
| Nummer met noteringen in de NPO Radio 2 Top 2000 | '99 | '00 | '01  | '02 | '03  | '04  | '05  | '06  | '07  | '08  | '09  | '10  | '11  | '12  | '13  | '14  | '15  | '16-'17 | '18  | '19  | '20  | '21  |
| ------------------------------------------------ | --- | --- | ---- | --- | ---- | ---- | ---- | ---- | ---- | ---- | ---- | ---- | ---- | ---- | ---- | ---- | ---- | ------- | ---- | ---- | ---- | ---- |
| Ain't Nobody                                     | 712 | -   | 1199 | 806 | 1132 | 1211 | 1439 | 1504 | 1231 | 1287 | 1630 | 1444 | 1433 | 1612 | 1671 | 1606 | 1569 | -       | 1823 | 1822 | 1506 | 1751 |

1. ↑  Een '-' betekent dat het nummer niet was genoteerd en een vetgedrukt getal geeft de hoogste notering aan.
2. ↑  Deze tabel is bijgewerkt tot en met de laatste editie (2024).